# Masalia tosta
Masalia tosta är en fjärilsart som beskrevs av Moore 1888. Masalia tosta ingår i släktet Masalia och familjen nattflyn. Inga underarter finns listade i Catalogue of Life.